# زلیونی بور (شهرستان کارگوپولسکی، استان آرخانگلسک)
زلیونی بور (به لاتین: Zelyony Bor) یک منطقهٔ مسکونی در روسیه است که در استان آرخانگلسک واقع شده‌است.